# Ваимеа (река, Оаху)
Ваимеа (англ. Waimea River) — река длиной около 2,4 км на острове Оаху, графство Гонолулу, штат Гавайи, США.

## Описание
Полная длина водного русла, включая все притоки, составляет 64,4 км. Река образуется при слиянии с ручьём Каманануи (англ. Kamananui). Течёт к северо-востоку от Халейва на северо-запад через долину Ваймеа в Тихом океане в бухту Ваимеа.

## Название
Название Ваимеа переводится как «красная вода».
Такое название у рек часто встречается на других Гавайских островах (Ваимеа (значения)).

## Туризм
Устье реки известно у сёрфингистов и туристов своими волнами.